# همفري جينينغز
همفري جينينغز (بالإنجليزية: Humphrey Jennings)‏ (و. 1907 – 1950 م) هو رسام، ومخرج أفلام، ومونتير بريطاني، ولد في المملكة المتحدة، توفي في بوروس، عن عمر يناهز 43 عاماً، بسبب سقوط.

## التعليم
تعلم في كلية بمبروك ‏
.

## وصلات خارجية
- همفري جينينغز على موقع IMDb (الإنجليزية)
- همفري جينينغز على موقع ألو سيني (الفرنسية)
- همفري جينينغز على موقع أول موفي (الإنجليزية)
- همفري جينينغز على موقع قاعدة بيانات الأفلام السويدية (السويدية)
- همفري جينينغز على موقع قاعدة بيانات الفيلم (الإنجليزية)
- همفري جينينغز على موقع كينوبويسك (الروسية)